# 제34회 홍콩 영화 금상장
제34회 홍콩 영화 금상장은 2015년 4월 19일에 열린 시상식이다.

## 수상 및 후보

### 작품상
- 황금시대 - 허안화 수상
- 미드나잇 애프터 - 프룻 첸
- 애버딘 - 펑하오샹
- 디어리스트 - 진가신
- 절청풍운 3 - 장문강 외 1명

### 감독상
- 절청풍운 3 - 장문강 외 1명
- 황금시대 - 허안화 수상
- 미드나잇 애프터 - 프룻 첸
- 디어리스트 - 진가신
- 마경 - 임초현

### 각본상
- 절청풍운 3 - 장문강 수상
- 절청풍운 3 - 맥조휘 수상
- 미드나잇 애프터 - Chan Fai Hung 외 2명
- 애버딘 - 펑하오샹
- 황금시대 - 이장
- 디어리스트 - Zhang Ji

### 남우주연상
- 절청풍운 3 - 유청운 수상
- 라이즈 오브 더 레전즈 - 펑위옌
- 인세니티 - 유청운
- 디어리스트 - 황보
- 마경 - 오언조

### 여우주연상
- 디어리스트 - 자오웨이 수상
- 금계 SSS - 오군여
- 황금시대 - 탕웨이
- 살교여인최호명 - 저우쉰
- 사라 - 채탁연

### 남우조연상
- 절청풍운 3 - 증강 수상
- 일개인적무림 - 왕바오창
- 미드나잇 애프터 - 임설
- 애버딘 - 오맹달
- 절청풍운 3 - 방중신

### 여우조연상
- 금계 SSS - 왕원지 수상
- 미드나잇 애프터 - 혜영홍
- 황금시대 - 학뢰
- Girls - 설개기
- 인세니티 - 바오치징

### 신인상
- 금계 SSS - 왕원지 수상
- 백변애인 - 왕원지
- 부재설분수 - 왕원지
- 애버딘 - Jacky Cai
- 닷 2 닷 - Candy Cheung

### 촬영상
- 황금시대 - 왕우 수상
- 태평륜 - part1 - 조비
- 미드나잇 애프터 - Lam Wah Tsuen
- 라이즈 오브 더 레전즈 - Ng Kai Ming
- 절청풍운 3 - Anthony Pun

### 편집상
- 태평륜 - part1 - 데이빗 우 수상
- 황금시대 - 만다 와이
- 라이즈 오브 더 레전즈 - 장가휘 외 1명
- 마경 - 담가명 외 1명
- 절청풍운 3 - 팽정희

### 미술상
- 황금시대 - 조해 수상
- 태평륜 - part1 - 마광영
- 애버딘 - 만림중
- 라이즈 오브 더 레전즈 - 황병요
- 절청풍운 3 - 만림중

### 의상&메이크업상
- 황금시대 - 만림중 수상
- 태평륜 - part1 - 진동훈
- 몽키킹:손오공의 탄생 - 장숙평
- 라이즈 오브 더 레전즈 - Boey Wong
- 절청풍운 3 - 만림중

### 무술감독상
- 일개인적무림 - 견자단 수상
- 일개인적무림 - 동위 수상
- 일개인적무림 - 원빈 수상
- 일개인적무림 - 엄화 수상
- 사대명포 3 : 종극대결전 - Ku Huen Chiu
- 백발마녀전: 명월천국 - 동위
- 상해탄마영정 - 원화평
- 라이즈 오브 더 레전즈 - 원규

### 영화음악상
- 미드나잇 애프터 - 노개동 수상
- 미드나잇 애프터 - Veronica Lee 수상
- 태평륜 - part1 - 이와시로 타로
- 애버딘 - Peter Kam Pui Tat
- 황금시대 - 엘리 마샬
- 라이즈 오브 더 레전즈 - 우메바야시 시게루

### 주제가상
- 애버딘 - 황요명 수상
- 애버딘 - Jason Choi 수상
- 부재설분수 - 진광영
- 금계 SSS - Lam Ah P
- 라이즈 오브 더 레전즈 - 진신굉 외 1명
- 인세니티 - 고세장

### 음향효과상
- 태평륜 - part1 - Tu Duu Chih 수상
- 일개인적무림 - 증경상 외 1명
- 라이즈 오브 더 레전즈 - 증경상 외 3명
- 마경 - Phyllis Cheng 외 1명
- 절청풍운 3 - 증경상

### 시각효과상
- 라이즈 오브 더 레전즈 - 빅터 웡 외 1명 수상
- 일개인적무림 - 에녹 챈
- 몽키킹:손오공의 탄생 - 데이비드 에브너 외 2명
- 미드나잇 애프터 - 당가위 외 2명
- 마경 - 위궈량 외 2명

### 신인감독상
- 인세니티 - David Lee Kwong Yiu 수상
- 마이 보이스, 마이 라이프 - 루비 양
- 닷 2 닷 - 아모스 와이

### 중국, 대만 최고의 영화
- 5일의 마중
- 백일염화
- 군중낙원
- 노 맨즈 랜드
- 등일개인가배